# 尼克拉斯·韦伦
尼克拉斯·韦伦（德語：Niklas Wellen，1994年12月14日—），德国男子曲棍球运动员。他曾代表德国参加2016年和2020年夏季奥林匹克运动会曲棍球比赛，其中2016年奥运会获得一枚铜牌。